# Eria vittata
Eria vittata är en orkidéart som beskrevs av John Lindley. Eria vittata ingår i släktet Eria och familjen orkidéer. Inga underarter finns listade i Catalogue of Life.